# Economía de Gales
La economía de Gales está estrechamente vinculada con el resto del Reino Unido y el Espacio Económico Europeo en general. En 2017-18, según los datos de la Oficina de Estadísticas Nacionales, el producto interno bruto (PIB) estimado en Gales fue de £ 73.1 mil millones, lo que convierte a la economía de Gales en la décima más grande de las doce áreas del Reino Unido (contando las naciones de Gales, Escocia e Irlanda del Norte). junto con las nueve regiones de oficinas del gobierno inglés) por delante de Irlanda del Norte y el noreste de Inglaterra. La economía galesa moderna está dominada por el sector de servicios. En 2000, los servicios contribuyeron con el 66 por ciento del VAB, el sector manufacturero contribuyó con el 32 por ciento, mientras que la agricultura, la silvicultura y la pesca contribuyeron juntas con el 1,5 por ciento.
Como en el resto del Reino Unido, la moneda utilizada en Gales es la libra, representada por el símbolo £. El Banco de Inglaterra es el banco central, responsable de la emisión de moneda, y conserva la responsabilidad de la política monetaria y es el banco central del Reino Unido. La Royal Mint, que emite las monedas que circulan por todo el Reino Unido, tiene su sede en un solo sitio en Llantrisant, Rhondda Cynon Taf desde 1980, tras haber transferido progresivamente las operaciones desde su sitio Tower Hill, Londres desde 1968.
La producción económica per cápita ha sido más baja en Gales que en la mayoría de las otras partes del Reino Unido (y la mayoría de las otras partes de Europa Occidental) durante mucho tiempo: en 2002 se situó en el 90% de la media de la UE25 y alrededor del 80% del Reino Unido. promedio. Sin embargo, es necesario tener cuidado al interpretar estos datos, ya que los datos regionales del PIB / VAB per cápita en el Reino Unido no tienen en cuenta las diferencias regionales en el costo de vida, que en Gales se estima en 93-94% del promedio del Reino Unido. Por lo tanto, la brecha en los niveles de vida entre Gales y las partes más prósperas del Reino Unido no es tan pronunciada.
Como ciudad capital de Gales, Cardiff es el principal motor de crecimiento de la economía galesa y el importante centro de servicios y motor económico de la economía del sur de Gales en general. La ciudad y el valle contiguo de Glamorgan contribuyen con una parte desproporcionadamente alta de la producción económica de Gales. Cardiff es un centro para las profesiones de cuello blanco. La ciudad se basa principalmente en los sectores de comercio minorista, finanzas, medios de comunicación y turismo y ha experimentado una importante regeneración desde finales del siglo XX, particularmente en el centro de la ciudad de Cardiff y la bahía de Cardiff.

## Historia económica

### sigloXVIII

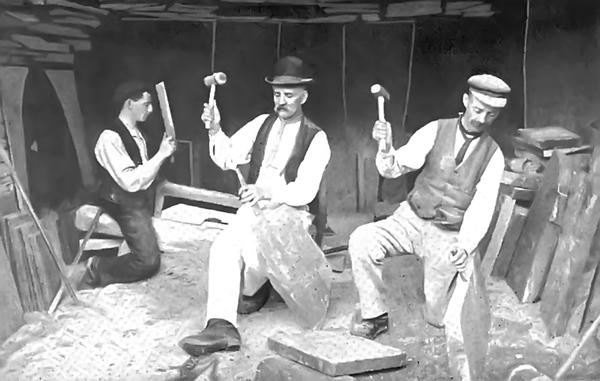
Canteros que trabajan en la Cantera de Dinowic en 1910

Perfil económico de Gales en 2012

Hasta mediados del siglo XVIII, el desarrollo económico de Gales estuvo restringido por su ubicación periférica, predominantemente topografía de tierras altas, malas comunicaciones y escasa población. El comercio estaba más avanzado en los pequeños puertos costeros que tenían comercio regular con Bristol o Liverpool; las otras fuentes importantes de contacto comercial externo fueron los ganaderos, que llevaban ganado desde el centro de Gales a lo largo de las carreteras de los Drovers para su venta y matanza en las Tierras Medias y en el Smithfield Market de Londres desde el siglo XIV en adelante. Los ganaderos fueron fundamentales en el establecimiento de los primeros bancos en Gales, como Banc Y Ddafad Ddu ("Black Sheep Bank") en Aberystwyth.
El desarrollo industrial de mediados del siglo XVIII fue estimulado por el potencial de los ricos depósitos minerales de Gales, la llegada de empresarios y financieros ingleses y los avances tecnológicos. El desarrollo de la fundición de hierro mediante coque convirtió a los valles de Gales del Sur en un lugar industrial natural durante la Revolución Industrial y, desde mediados del siglo XVIII, la mayor demanda de metales y carbón se generó primero por la guerra y luego por la llegada de los barcos de vapor y los ferrocarriles.
El borde norte del campo de carbón de Gales del Sur, centrado en Merthyr, se convirtió en el distrito productor de hierro más importante de Gran Bretaña en la segunda mitad del siglo XVIII, mientras que la parte suroeste del campo de carbón, alrededor de Swansea, emergió como un importante centro de fundición de metales no ferrosos y producción de hojalata. Las industrias metalúrgicas requerían cantidades cada vez mayores de carbón, que inicialmente se extraía en gran parte para este propósito. Sin embargo, la minería del carbón para la venta se desarrolló en serio desde mediados del siglo XIX y se convertiría en la industria emblemática de la región, transformando el panorama económico y social de los valles de Gales del Sur.

### sigloXIX
Aunque es una industria mucho más pequeña que el carbón, la industria de pizarra en Gales se convirtió en el mayor proveedor del mundo en el siglo XIX y tuvo un impacto duradero en el paisaje de Gales del Norte. En su apogeo en la década de 1890, había docenas de canteras que empleaban a unos 15.000 hombres, aunque sufrieron el auge y la caída de la industria de la construcción. Como la mayor parte de la mano de obra procedía de comunidades rurales de habla galesa, un historiador describió la explotación de canteras de pizarra como "la industria más galesa".

### sigloXX
A pesar del crecimiento explosivo a principios de la década de 1900, en la década de 1920 era evidente que Gales enfrentaba dificultades económicas, en gran parte debido a su dependencia de la industria pesada más antigua en lugar de los sectores de la industria ligera más nuevos y en crecimiento que se estaban estableciendo en las partes más prósperas de Inglaterra. Incluso durante un período de auge a principios del siglo XX, Gales tenía una base económica estrecha que dependía de la explotación intensiva en mano de obra de los recursos naturales. La economía de exportación de Gales colapsó durante la recesión de entreguerras, víctima del creciente proteccionismo y el surgimiento de nuevos competidores en el extranjero. A medida que cambiaron los términos de intercambio globales, el desempleo en los valles de Gales del Sur se disparó a niveles sin precedentes durante la década de 1930 (hasta un 59% en Merthyr y un 76% en Pontypridd), a pesar del éxodo de 400.000 personas de la región entre 1921 y 1939.
En la era de la posguerra, las industrias del acero y la hojalata se consolidaron en un número menor de lugares más grandes, como las nuevas obras en Port Talbot y Llanwern. La Junta Nacional del Carbón, creada en 1947, trató de modernizar la industria del carbón de Gales, pero el número de pozos en Gales del Sur se redujo de 115 en 1953, produciendo casi 21 millones de toneladas, a 34 en 1981, produciendo 7,7 millones de toneladas. Pembrokeshire y Swansea Bay se convirtieron en centros de la industria petroquímica y la nueva industria ligera se sintió atraída por ubicaciones en todo Gales. Gales atrajo una participación superior a la media de la inversión extranjera directa (IED) en el Reino Unido desde el decenio de 1970 en adelante, pero muchas de las nuevas plantas establecidas por empresas extranjeras eran esencialmente operaciones de "sucursales" que ofrecían oportunidades de empleo poco cualificado y con salarios bajos En 1971, Sir Julian Hodge fundó el Commercial Bank of Wales (más tarde rebautizado como Bank of Wales), pero la empresa fue absorbida más tarde por HBOS y la marca abandonó en 2002.
En las décadas de la posguerra hubo un cambio hacia el empleo en el sector de servicios, que representaba el 60% de los puestos de trabajo en la década de 1980, muchos de ellos ocupados por mujeres. La concentración de agencias oficiales en Cardiff aumentó la cantidad de empleo burocrático en el sector público: la política regional del gobierno trajo varios organismos nacionales a Gales: la Royal Mint se trasladó a Llantrisant, Companies House a Cardiff y el Driver and Vehicle Licensing Centre a Swansea. A partir de la década de 1970, la industria del acero se contrajo, con el cierre de obras en Ebbw Vale, Shotton y East Moors en Cardiff y despidos en otros lugares. La recesión de principios de la década de 1980 tuvo un impacto mayor en Gales que en otras partes del Reino Unido: entre 1979 y 1982, Gales perdió 130.000 puestos de trabajo y la tasa de empleo cayó al 62%. La recuperación comenzó más tarde en Gales, y los cambios estructurales dejaron un legado de alto desempleo entre los hombres mayores, especialmente en los Valles.

### sigloXXI
Hoy, Gales sigue siendo una región rezagada dentro de la economía del Reino Unido en general. A largo plazo, el crecimiento de la producción y la productividad en Gales ha estado en línea con el del Reino Unido y el mundo desarrollado en su conjunto, aunque existen algunas brechas inexplicables en determinadas industrias de servicios. Lo que ha marcado a Gales es una baja tasa de actividad en comparación con otras partes del Reino Unido.
| Año  | Millones (£) | Por persona (£) | Índice por cabeza (£) |
| ---- | ------------ | --------------- | --------------------- |
| 1989 | 19,445       | 6,81            | 85                    |
| 1990 | 20,99        | 7,335           | 84                    |
| 1991 | 21,724       | 7,561           | 83                    |
| 1992 | 22,659       | 7,874           | 83                    |
| 1993 | 23,697       | 8,218           | 83                    |
| 1994 | 25,049       | 8,675           | 83                    |
| 1995 | 26,388       | 9,135           | 84                    |
| 1996 | 27,518       | 9,517           | 82                    |
| 1997 | 28,672       | 9,904           | 80                    |
| 1998 | 29,787       | 10,273          | 79                    |
| 1999 | 30,736       | 10,596          | 77                    |
| 2000 | 31,898       | 10,973          | 77                    |
| 2001 | 33,525       | 11,52           | 77                    |
| 2002 | 35,252       | 12,074          | 77                    |
| 2003 | 37,262       | 12,712          | 76                    |
| 2004 | 39,34        | 13,352          | 76                    |
| 2005 | 40,711       | 13,784          | 76                    |
| 2006 | 42,697       | 14,396          | 75                    |
| 2007 | 44,263       | 14,853          | 74                    |
| 2008 | 45,61        | 15,237          | 74                    |

## Sectores

### Agricultura y Bosques

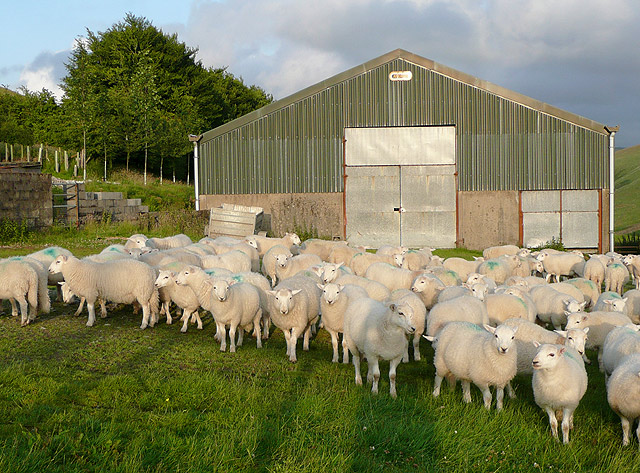
Ovejas en la granja Ty'n-y-Cornel, cerca de Tregaron, en el oeste de Gales.

En 2003, la agricultura aportó 418 millones de libras esterlinas al VAB de Gales, es decir, el 1,1 por ciento (incluidas las subvenciones). 1,6 millones de hectáreas (alrededor del 77 por ciento de la superficie terrestre total de Gales) se utilizan para la producción agrícola y se estima que 57.500 personas están empleadas directamente en el sector. La agricultura está dominada por el sector de la carne de vacuno, el ovino y el lácteo, y el sector agrícola representa el 10 por ciento de la producción agrícola. El tamaño medio de las explotaciones agrícolas es de 30 a 40 hectáreas, pequeño para los estándares del Reino Unido y dominado por empresas familiares.
Los bosques y las tierras arboladas representan el 14 por ciento de la superficie terrestre de Gales y hay 4.000 puestos de trabajo y en industrias forestales.
La industria pesquera de Gales es la más pequeña del Reino Unido, con unos 1.000 pescadores a tiempo completo y 400 a tiempo parcial. El papel secundario que desempeña la industria galesa se debe en gran parte a su aislamiento geográfico, las débiles redes de distribución y la desaparición de la flota de aguas distantes de Gales a partir de la década de 1960 en adelante.

### Fabricación

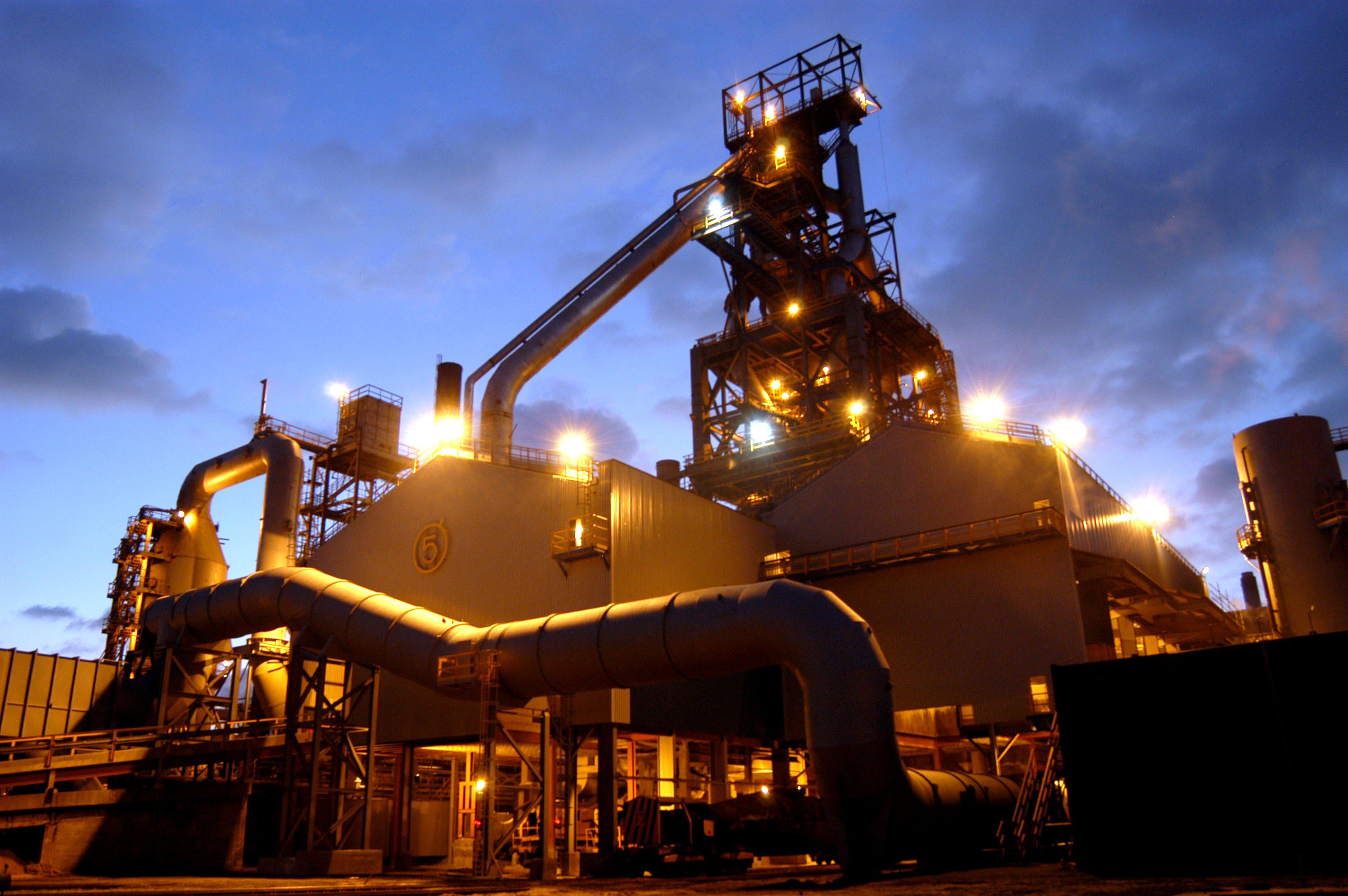
Port Talbot Steelworks, una de las últimas plantas industriales pesadas que quedan en el sur de Gales

Gales tiene un sector manufacturero diverso. La industria pesada, que alguna vez fue un pilar de la economía galesa, ha estado en declive en gran medida durante el siglo pasado, pero sigue siendo muy evidente. La refinación de minerales metálicos es una industria establecida desde hace mucho tiempo en Gales. En 2007, Corus tenía instalaciones de fabricación en Port Talbot, Llanwern, Newport, Trostre, Shotton, Ammanford, Pontardulais, Tafarnaubach y Caerphilly, aunque solo la acería de Port Talbot sigue siendo una importante planta siderúrgica integrada. Casi toda la hojalata y gran parte del aluminio producido en el Reino Unido se fabrica en plantas de Gales.
Milford Haven tiene dos refinerías de petróleo: alrededor de una quinta parte de la capacidad del Reino Unido.
Gales es un importante productor de componentes de automoción: Ford tiene una importante planta de motores en Bridgend y BorgWarner tiene una importante planta de componentes en Kenfig, Gales del Sur.
TIMET tiene una planta en Waunarlwydd, Swansea, que es uno de los principales proveedores mundiales de titanio para palas de motores a reacción y aplicaciones médicas.
Durante los decenios de 1980 y 1990, un sector de gran crecimiento en la fabricación fue la industria de la electrónica, con más de 130 empresas norteamericanas y 35 japonesas que establecieron operaciones en Gales. Sin embargo, esta es una característica de la economía de una "rama de producción" en la que la producción rutinaria se ubica en una región mientras que las actividades de mayor calificación se ubican en otra.

### Principales socios comerciales
Excluyendo el comercio dentro del Reino Unido, la Unión Europea y los Estados Unidos constituyen los mercados más importantes para las exportaciones de Gales. Como parte del Reino Unido y la Unión Europea, Gales participa plenamente en el mercado único y la zona de libre comercio que existe en todos los estados y regiones miembros de la UE. Recientemente, con las altas tasas de crecimiento en muchas economías emergentes del sudeste asiático y Medio Oriente, como China, Emiratos Árabes Unidos y Singapur, ha habido un impulso hacia la comercialización de productos galeses y productos manufacturados en estos países, con China y Catar ingresando a la cima. diez destinos de las exportaciones galesas en 2013.
| Destino                                                 | Valor              |
| ------------------------------------------------------- | ------------------ |
| Alemania                                                | £3.21 mil millones |
| Francia                                                 | £2.73 mil millones |
| Estados Unidos                                          | £2.29 mil millones |
| Irlanda                                                 | £1.04 mil millones |
| Países Bajos                                            | £0.69 mil millones |
| Emiratos Árabes Unidos                                  | £0.56 mil millones |
| España                                                  | £0.47 mil millones |
| Bélgica                                                 | £0.46 mil millones |
| Canadá                                                  | £0.36 mil millones |
| Turquía                                                 | £0.35 mil millones |
| Fuente: Exportaciones galesas: cuarto trimestre de 2015 |                    |

El valor total de las exportaciones internacionales de Gales en 2015 se estimó en £ 12,2 mil millones (2014: £ 13,4 mil millones). Las cinco industrias exportadoras principales en 2013 fueron maquinaria de generación de energía £ 4.0 mil millones (2013: £ 4.2 mil millones), petróleo, productos del petróleo y materiales relacionados £ 2.6 mil millones (2013: £ 3.8 mil millones), Hierro y acero £ 1.288 mil millones (2013: £ 1,3 mil millones), maquinaria eléctrica £ 0,69 mil millones (2013: £ 0,7 mil millones) y servicios profesionales y científicos £ 0,346 mil millones (2013: £ 0,353 mil millones).

### Servicios
En los últimos años, el sector de servicios en Gales ha experimentado un crecimiento superior a la media; sin embargo, en 2005 su participación en el VAB era pequeña en comparación con la mayoría de las demás regiones del Reino Unido. Gales no tiene una estructura ocupacional favorable y una proporción relativamente alta de puestos de trabajo se encuentra en la administración pública, la salud y la educación. En comparación con las zonas más prósperas del Reino Unido, Gales carece de empleo en el sector de servicios de alto valor añadido en sectores como las finanzas, los servicios empresariales y la investigación y el desarrollo. Esto se debe en parte a un efecto de aglomeración más débil, debido al pequeño tamaño de los pueblos y ciudades de Gales en comparación con algunas otras regiones y países pequeños del Reino Unido.

### Turismo
Con su paisaje montañoso y numerosas playas de arena, Gales atrae un gran turismo. En 2002, se realizaron casi 13 millones de viajes de una noche o más en Gales, generando un gasto de 1.800 millones de libras. De estos viajes, 11,9 millones fueron realizados por residentes del Reino Unido y 0,9 millones por visitantes extranjeros. Cardiff es el destino más popular para los visitantes de Gales, con 11,7 millones de visitantes en 2006.
En 2014, se realizaron en Gales más de 10 millones de viajes nacionales de una noche o más, lo que generó un gasto de 1.700 millones de libras esterlinas.

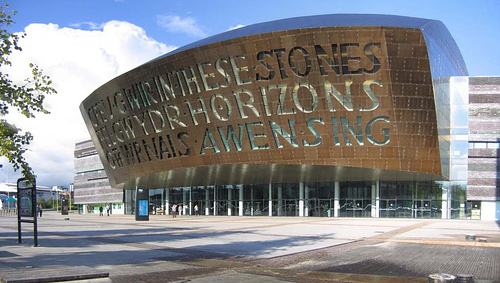
Wales Millenium Center

| Atracción                          | No. de Visitantes |
| ---------------------------------- | ----------------- |
| Wales Millennium Centre            | 1,082,494         |
| The LC                             | 796,149           |
| Snowdon Summit Visitor Centre      | 654,077           |
| St Fagans National History Museum  | 553,09            |
| National Museum Cardiff            | 539,55            |
| Folly Farm Adventure Park and Zoo  | 480,000           |
| Pembrey Country Park               | 470,000           |
| Newborough National Nature Reserve | 449,771           |
| Acueducto de Pontcysyllte          | 333,363           |
| Cardiff Visitor Centre             | 322,671           |
| Castillo de Cardiff                | 319,131           |

### Propiedad
En noviembre de 2008, el precio medio de una casa en Gales era de £ 126.181, una caída del 11,7% desde el año anterior. El precio medio de la vivienda en Inglaterra y Gales en su conjunto fue de £ 161.883. En agosto de 2008, el precio medio de la vivienda en Gales oscilaba entre £ 109.000 en Blaenau Gwent y £ 238.000 en Monmouthshire.

## Infraestructura

### Transporte

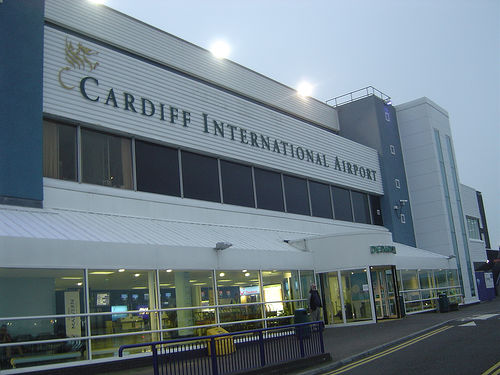
Aeropuerto Internacional de Cardiff

En 2001, Gales tenía 1.708 km (1.061 millas) de carreteras troncales y autopistas. Las autopistas M4, A449, A465, A48, A40 y A477 en el sur, las A55 y A483 más los enlaces fronterizos en el norte, forman parte de la Red Transeuropea de Carreteras.
Muchas de las principales ciudades inglesas tienen conexiones ferroviarias directas a Gales. La costa de Gales del Sur hasta Swansea es servida por la Línea Principal de Gales del Sur que pasa por debajo del Estuario del Severn a través del Túnel de Severn; la West Wales Line lo conecta con los puertos de ferry de Pembrokeshire. La principal línea ferroviaria Norte-Sur es la Welsh Marches Line entre Newport y Shrewsbury, que permite servicios directos entre Holyhead y Cardiff. Una red ferroviaria urbana, que da servicio a 81 estaciones, se centra en la capital, Cardiff. El centro y el norte de Gales (lejos de la costa) cuentan con un número limitado de ramales, algunos de los cuales conectan con ferrocarriles de vía estrecha renovados.
Gales tiene diez puertos comerciales principales. Milford Haven es el cuarto puerto más grande del Reino Unido en términos de tonelaje y el más activo para los productos petrolíferos. Newport es el puerto más activo del Reino Unido para el hierro y el acero y Port Talbot es el tercero más activo para los minerales.
El aeropuerto de Cardiff es el único aeropuerto galés que ofrece vuelos internacionales regulares. En 2007, el aeropuerto de Anglesey se convirtió en un aeropuerto público.

### Telecomunicaciones
El 28 de noviembre de 2006, se llevó a cabo una prueba de una nueva tecnología de red de telecomunicaciones en la aldea de Wick en el Valle de Glamorgan. La nueva red BT 21CN, ofrece velocidades de transferencia de datos de banda ancha de hasta 24 Mbit/s.

### Energía y servicios Públicos

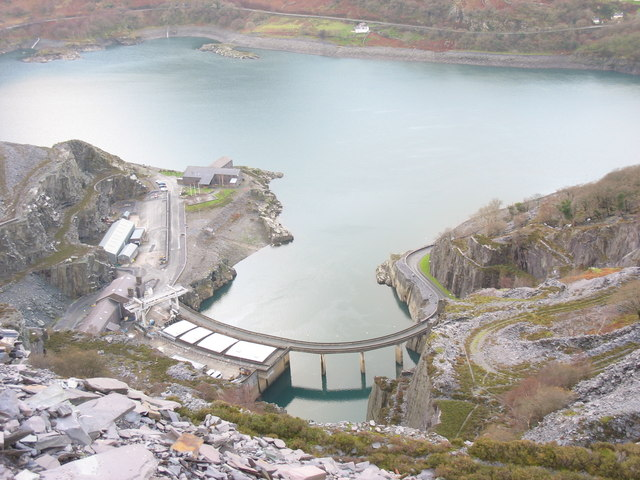
Central eléctrica de Dinorwig, la central hidroeléctrica más grande del Reino Unido

La producción media anual de electricidad en Gales es de unos 3.800 MW. El consumo medio anual de electricidad es algo más de la mitad de la producción anual, lo que convierte a Gales en un exportador neto de electricidad. La generación de electricidad abarca una amplia combinación de tecnologías que incluyen la nuclear (por ejemplo, Wylfa), el carbón (por ejemplo, Aberthaw), el gas (por ejemplo, Baglan Bay), la eólica (Cefn Croes) y la hidroeléctrica (Dinorwig).

## Gasto público y gestión económica

### Fiscalidad y gasto público
La política fiscal y económica son asuntos reservados actualmente que se determinan en Westminster; sin embargo, a partir de 2018 se transferirán mayores impuestos y poderes de endeudamiento. El grupo de expertos Oxford Economics calculó que en 2006-2007 se recaudaron ingresos fiscales de 19.300 millones de libras esterlinas en Gales, en comparación con los gastos del gobierno de 28.200 millones de libras, una brecha fiscal de 9.100 millones de libras esterlinas. En 2001-2002, el gasto público per cápita en Gales fue superior al de la mayoría de las regiones inglesas, pero inferior al de Escocia o Irlanda del Norte.

### Desarrollo económico
Según la estrategia de desarrollo económico del Gobierno de Gales, el papel del sector público en la economía es ayudar a crear un entorno empresarial estable y favorable, promover las habilidades y la innovación (a través de, por ejemplo, aprendizajes y Design Wales), abordar las fallas del mercado e invertir en infraestructura, incluido el transporte y la tecnología de la información. Aparte de la política fiscal, la política energética, la legislación laboral, la seguridad social y otros aspectos de la regulación del mercado están reservados al gobierno del Reino Unido.

### Empleo del sector público
El sector público también es un empleador importante en Gales. En el año que finalizó el 30 de junio de 2008, 386.000 personas (28,8% de la población activa de Gales) estaban empleadas en el sector público, con el número más alto (49.000) en Cardiff y el porcentaje más alto de la población activa local (35,4%) en Swansea.

### Controversias en política económica
La disminución del PIB por persona de Gales (en relación con el promedio del Reino Unido) durante los últimos años ha provocado un debate político. Ha habido sugerencias, por ejemplo, de Plaid Cymru, de que Gales debería intentar emular el modelo irlandés del «tigre celta», en particular sus bajos tipos impositivos sobre sociedades, para estimular la inversión y el crecimiento. Sin embargo, economistas como Nicholas Crafts y John Bradley han argumentado que la baja tasa impositiva de sociedades irlandesa solo fue efectiva en las circunstancias demográficas e históricas muy específicas de Irlanda a fines de los años ochenta y noventa, y que tal política en el contexto económico muy diferente de Gales no solo requeriría independencia política, sino que podría ser relativamente ineficaz y/o requerir decisiones políticas difíciles entre impuestos personales más altos y gasto público más bajo.
En un informe para el Instituto de Asuntos de Gales en 2003, Phil Cooke de la Universidad de Cardiff argumentó que el gobierno de Gales había respondido a la pérdida de productividad en la manufactura sustituyendo nuevos empleos en el sector público, haciendo que Gales dependiera cada vez más de las transferencias fiscales de Whitehall. Cooke sugirió que un acuerdo de devolución de competencias relativamente débil había impedido al Gobierno de Gales desarrollar políticas económicas innovadoras, especialmente en comparación con Escocia. Sin embargo, críticos como el exsecretario galés Ron Davies y John Lovering, otro académico de Cardiff, afirmaron que el argumento de Cooke de que una Asamblea más poderosa era una condición previa necesaria para políticas económicas más efectivas era una incongruencia.

## Fuerza de trabajo
Según el boletín de estadísticas económicas del Gobierno de Gales de noviembre de 2010, las estimaciones de la Encuesta de población activa para los tres meses hasta septiembre de 2010 muestran que:
- La tasa de empleo en Gales fue del 67,1%, sin cambios con respecto al mismo período del año anterior. El promedio del Reino Unido fue del 70,8%.
- La tasa de desempleo de la OIT en Gales fue del 8,1% de los económicamente activos, frente al 8,8% en el mismo período del año anterior. El promedio del Reino Unido fue del 7,7%.
- La tasa de actividad económica en Gales fue del 73,3%, frente al 73,7% en el mismo período del año anterior. El promedio del Reino Unido fue del 76,8%.
- La tasa de recuento de reclamantes en octubre de 2010 para Gales fue del 5,0% de la población activa, un 0,7% menos que en octubre de 2009. El promedio del Reino Unido fue del 4,5%.

Para fines estadísticos, la Oficina de Estadísticas Nacionales divide Gales en 26 áreas de viaje al trabajo, conjuntos de distritos para los cuales "de la población económicamente activa residente, al menos el 75% realmente trabaja en el área, y también, el de todos los que trabajan en el área, al menos el 75% vive realmente en el área". Algunas de estas áreas abarcan la frontera con Inglaterra.
Las pequeñas y medianas empresas constituían más del 99 por ciento de las 190.000 empresas de Gales en 2006, pero representaban menos del 60 por ciento del empleo.
Junto con las estadísticas nacionales oficiales, se utilizan varias encuestas respetadas del sector privado para comprender cómo se está desempeñando la economía. Entre ellos se incluye el Estudio económico trimestral de las Cámaras de Comercio Británicas. Este estudio contiene información sobre el rendimiento de las empresas galesas desde 1989.

## Economía por región

Un mapa del Reino Unido dividido por el PIB per cápita medio en 2007 (en euros) que muestra la distribución de la actividad económica

Según las cifras de Eurostat, existen enormes disparidades regionales en el Reino Unido con un PIB per cápita que oscila entre los 15.000 euros en el oeste de Gales y los 179.800 euros en el interior de Londres Oeste. Hay 26 zonas del Reino Unido en las que el PIB por persona es inferior a 20.000 euros.
Estas áreas son las siguientes:
- 4,5 millones (el 8,5% de los ingleses) viven en estos distritos ingleses desfavorecidos. 11 de estas regiones desfavorecidas en Inglaterra: Durham, Northumberland, Greater Manchester North, Blackpool, Sefton, Wirral, Barnsley Doncaster Rotherham, South Nottinghamshire, Dudley, Outer London - East North East, Torbay
- 1,4 millones (el 45% de los galeses) viven en estos distritos galeses desfavorecidos. 6 de estas regiones desfavorecidas en Gales: Isla de Anglesey, Conwy y Denbighshire, Sudoeste de Gales, Valles centrales, Valle de Gwent, Powys
- 1,1 millones (el 20% de los escoceses) viven en estos distritos escoceses desfavorecidos. 5 de estas regiones desfavorecidas en Escocia: Clackmannshire & Fife, East & Mid Lothian, East & West Dumbartonshire, East & North Ayrshire, Caithness Sutherland & Ross,
- 1,1 millones (60% de los irlandeses del Norte) viven en estos distritos desfavorecidos de Irlanda del Norte, 3 de ellos en Irlanda del Norte: exterior de Belfast, norte de Irlanda del Norte, oeste y sur de Irlanda del Norte.

### Comparación con Francia e Irlanda
En Gales, el PIB per cápita varía de 15 100 € en la isla de Anglesey a 30 400 € en Cardiff.
En comparación con Francia, el PIB per cápita oscila entre 18.900 euros en los territorios franceses de ultramar y 92.300 euros en Hauts-de-Seine y Francia tiene solo 4 regiones donde el PIB per cápita es inferior a 20.000 euros. Esto sugiere que el nivel de igualdad social es mucho mayor en Francia que en el Reino Unido.
En comparación con la República de Irlanda, el PIB per cápita oscila entre 16.980 euros en las Tierras Medias y 57.200 euros en Dublín. Esta región como Gales recibe una financiación sustancial de la Unión Europea.

### Variaciones regionales
En los últimos años, Cardiff, los cinturones costeros del norte y del sur y algunas zonas rurales de Gales han experimentado el mayor aumento del empleo, mientras que los valles de Gales del Sur y otras ciudades industriales han sufrido un declive. Este patrón probablemente refleja una combinación de:
- La creciente importancia de los factores de calidad de vida en las decisiones de ubicación;
- El mayor papel desempeñado por las mayores conurbaciones como centros de negocios del sector servicios y
- Los efectos del cambio técnico sesgado por las habilidades en la demanda de mano de obra, lo que perjudica a los distritos industriales en declive de los "pobres en habilidades".

Los ingresos y el empleo medios varían considerablemente en todo Gales. Ambos son generalmente más altos en el este de Gales, especialmente en las áreas urbanas, pero más bajos en el suroeste de Gales y los valles, aunque los ingresos en Bridgend y Neath.Port Talbot, que siguen siendo centros de empleo industrial calificado, son relativamente altos. En el norte y noroeste de Gales, los ingresos son bajos, pero las tasas de empleo están por encima de la media de Gales.
Una parte significativa de las variaciones de los ingresos (y del valor añadido por puesto de trabajo) dentro de Gales se debe a factores estructurales como la masa económica y la combinación ocupacional, más que a la baja remuneración o la productividad comparables. Cardiff, con más de 400.000 habitantes, se beneficia de su tamaño, su condición de capital, un interior en el sudeste de Gales y buenas conexiones con Londres y el Autopista M4. Cardiff es el lugar principal para las actividades del sector de servicios en Gales, con el 26 por ciento de la producción del sector de servicios de Gales y el 22 por ciento del empleo del sector de servicios de Gales, en comparación con el 19 por ciento de todo el empleo en Gales. El noreste de Gales se beneficia de la proximidad a Cheshire, Gran Mánchester y Merseyside y hay importantes desplazamientos transfronterizos. Los valles y las áreas occidentales de Gales tienen menos masa económica y están más distantes de los principales centros económicos. Estas son algunas de las regiones más pobres de Europa y califican para la financiación del Objetivo Uno.
Muchas partes de Gales sufrieron un declive continuo de la industria pesada durante el siglo XX, que culminó con la virtual desaparición de la minería del carbón en la década de 1980. La desaparición de las industrias de las 'chimeneas' dejó un legado de alto desempleo, y aunque el desempleo ha disminuido en los últimos años, el desempleo en el oeste de Gales y los Valles todavía tiende a ser más alto que el promedio de Gales y la inactividad económica (una forma de desempleo oculto) continúa ser un problema importante en estas áreas. Merthyr Tydfil y Neath Port Talbot tienen algunas de las mayores proporciones de personas en el Reino Unido que no trabajan debido a una enfermedad o discapacidad a largo plazo, aunque algunos creen que, en realidad, muchas personas clasificadas como "incapaces de trabajar" por enfermedad son trabajadores poco cualificados. alentado a salir del mercado laboral por el sistema de beneficios, así como la disminución de la demanda de sus habilidades.
Las cifras que figuran a continuación para 2013 proceden de Eurostat y están expresadas en euros.
| Regiones (NUTS3)             | PIB en € (2013)      | PIB per cápita en € (2013) | PIB en € (2016)      | PIB per cápita en € (2016) |
| ---------------------------- | -------------------- | -------------------------- | -------------------- | -------------------------- |
| Isle of Anglesey             | €1.167 mil millones  | €16,700                    | €1.305 mil millones  | €18,600                    |
| Gwynedd                      | €2.956 mil millones  | €24,200                    | €3.224 mil millones  | €26,000                    |
| Conwy & Denbighshire         | €4.246 mil millones  | €20,200                    | €4.767 mil millones  | €22,600                    |
| South West Wales             | €7.678 mil millones  | €20,000                    | €8.723 mil millones  | €22,700                    |
| Central Valleys              | €5.939 mil millones  | €20,100                    | €6.812 mil millones  | €22,900                    |
| Gwent Valleys                | €5.962 mil millones  | €17,500                    | €6.923 mil millones  | €20,200                    |
| Bridgend & Neath-Port Talbot | €6.016 mil millones  | €21,500                    | €7.240 mil millones  | €25,400                    |
| Swansea                      | €5.532 mil millones  | €23,100                    | €6.332 mil millones  | €25,800                    |
| Monmouthshire & Newport      | €6.322 mil millones  | €26,500                    | €7.260 mil millones  | €30,000                    |
| Cardiff & Vale of Glamorgan  | €14.361 mil millones | €30,000                    | €16.590 mil millones | €33,900                    |
| Flintshire & Wrexham         | €8.346 mil millones  | €28,800                    | €9.374 mil millones  | €32,200                    |
| Powys                        | €2.869 mil millones  | €21,600                    | €3.134 mil millones  | €23,700                    |
| TOTAL                        | €71.396 mil millones | €23,200                    | €81.683 mil millones | €26,200                    |

El PIB per cápita de Gales fue de 23.200 €, que fue el 84% de la media de la UE de 26.600 €, mientras que para el Reino Unido en su conjunto esta cifra fue del 118%. La región de Gales con el PIB per cápita más alto fue Cardiff & Vale of Glamorgan con el 114% de la media de la UE, y la región con el PIB per cápita más bajo fue la Isla de Anglesey con el 57% de la media de la UE.